# Heavy Smash
Heavy Smash (ヘビースマッシュ?) è un videogioco sportivo pubblicato nel 1993 dalla Data East.
Si tratta di una rivisitazione arcade del famoso Speedball della The Bitmap Brothers: in un ambiente futuristico due squadre di sei giocatori ciascuna in un campo chiuso da sponde a tutto lato devono realizzare il maggior numero di reti utilizzando qualsiasi mezzo a loro disposizione nel colpire sia la palla che gli avversari.
Il gioco ha avuto un successo modesto.

## Modalità di gioco
Il gioco propone la classica inquadratura dal lato lungo del campo, tipica dei videogiochi di calcio del tempo.
Ogni squadra si schiera con un portiere, due giocatori in linea in difesa, due in linea in attacco ed un giocatore al centro del campo con il compito sia di impostare la manovra offensiva che di fare filtro per aiutare la difesa.
Ai lati del campo sono presenti delle sponde, sicché la palla non esce mai dal campo di gioco.
Si gioca con tre pulsanti: il primo permette di tirare nella direzione del giocatore quando si è in possesso della palla e, in fase di non possesso, permette di abbattere un avversario con un violento tackle; il secondo pulsante serve per saltare, utile per intercettare palloni alti e per effettuare tiri o tackle volanti; con il terzo pulsante in fase di possesso palla si effettua un passaggio verso un compagno mentre senza palla si utilizza un'arma da fuoco per colpire gli avversari.
È possibile colpire la palla al volo con rovesciate, colpi di testa in tuffo ed in elevazione, ed è anche possibile sfruttare le sponde per effettuare cross in area.
È presente una barra di energia che si carica rapidamente: quando è al massimo tirando si effettua un tiro speciale che, se effettuato da distanza ravvicinata rispetto al portiere avversario, si può scagliare il portiere con la palla dentro la porta; inoltre solo quando questa barra di energia è al massimo si può utilizzare l'arma da fuoco per contrastare gli avversari.
Il portiere si può muovere solamente all'interno della propria area, ma in tale settore del campo ha priorità assoluta ed è impossibile abbatterlo.
Al termine della partita in caso di parità si gioca ancora per un po' di tempo con la regola della morte istantanea (suddendeath), ovvero la prima squadra che realizza una rete vince la partita.
È possibile vincere la partita anzitempo se si va in vantaggio di sei reti rispetto all'avversario.
Il menù iniziale permette la scelta tra dieci squadre nazionali, ognuna delle quali è caratterizzata da differenti valori di velocità, potenza e difesa, nonché da differenti armature per colori e taglio e per i vari stadi, uno per ogni nazione.
Dopo aver sconfitto le rimanenti nove squadre si affronta un'ultima fortissima squadra, la Boss, formata da androidi rossi e gialli.

## Squadre selezionabili
- Stati Uniti d'America

Squadra che fa della potenza la sua miglior caratteristica. Vestono un'armatura ispirata alla divisa del football americano di colore rosso. Lo stadio presenta un pavimento in erba con la bandiera degli Stati Uniti d'America al centro.
- Giappone

Squadra dalle doti equilibrate, un po' più puntata sulla velocità. Vestono un'armatura ispirata da quella dei samurai di colore verde. Lo stadio è caratterizzato da dettagli che rimandano al Giappone feudale.
- Corea del Sud

Squadra dalle doti equilibrate, un po' più puntata sulla potenza. Vestono un'armatura ispirata da quella dei samurai di colore viola. Lo stadio stranamente appare simile ad un penitenziario.
- Brasile

Squadra dalle doti equilibrate, un po' più puntata sulla velocità. Vestono un'armatura ispirata alla divisa del football americano di colore verde.
- Germania

Squadra dalle doti equilibrate, un po' più puntata sulla difesa. Vestono un'armatura ispirata da quella tipica del medioevo europeo di colore giallo e nero. Il capitano raffigurato durante la selezione della squadra è chiaramente ispirato da Arnold Schwarzenegger, nonostante quest'ultimo non sia di nazionalità tedesca.
- Italia

Squadra dalle doti equilibrate, un po' più puntata sulla difesa. Vestono un'armatura ispirata da quella tipica dei romani di colore verde e viola. Lo stadio presenta particolari sia del periodo romano che rinascimentali.
- Regno Unito

Squadra dalle doti equilibrate, un po' più puntata sulla potenza. Vestono un'armatura ispirata da quella tipica del medioevo europeo di colore blu e rosso. Lo stadio presenta qualche dettaglio settecentesco.
- Egitto

Squadra che fa della difesa la sua miglior caratteristica. Vestono un kefiah in testa ed un'armatura metallica munita di lanciafiamme. Lo stadio è un omaggio all'antico Egitto.
- Australia

Squadra che fa della velocità la sua miglior caratteristica. È una squadra di sole donne in vestito rosa che ricordano le varie rappresentazioni delle amazzoni. Una vetrata installata lungo il lato dello stadio presenta una visione notturna di una metropoli.
- Cyborg

Squadra che fa della potenza la sua miglior caratteristica, ma con valori di velocità e difesa superiori a quelli degli Stati Uniti d'America. È una squadra composta da androidi neri e blu. Lo stadio è allestito in una stazione spaziale.